# Potenciális kibocsátás
A közgazdaságtanban a potenciális kibocsátás vagy a potenciális GDP a tényleges kibocsátás azon legmagasabb szintjét jelenti, amely hosszú távon fenntartható. A tényleges kibocsátás a való életben realizálódó, míg a potenciális kibocsátás az elméletben elérhető szintet jelenti.

## Kibocsátási korlátok
A természetes (pl. fizikai) és intézményi korlátok korlátokat szabnak a növekedésnek.
Ha a tényleges GDP emelkedik és meghaladja a potenciális kibocsátást, akkor az piacgazdaságokban (azaz bér- és árszabályozás hiányában) az infláció növekszik, mivel a termelési tényezők iránti kereslet meghaladja a kínálatot. Ennek oka a munkavállalók száma és ideje (pl. túlóra esete), a tőkeeszközök és természeti erőforrások véges kínálata. Ezek rövid távon értelmezett túlhasználata lehetséges, azonban csak korlátozott ideig. Például a munkaerő egészségügyi állapota leromlik a sok túlóra végett, a fákat gyorsabban vágják, mint, hogy újratermelődnének, vagy, hogy a gépek karbantartását elhalasztják. A technológia és az elérhető menedzsmentképességek úgyszintén korlátozottak. Grafikusan a kibocsátás természetes határon túli terjeszkedése a termelési volumen eltolódásának tekinthető az átlagos költséggörbe optimális mennyisége fölött. Hasonlóképpen, ha a GDP tartósan a potenciális GDP alatt marad, az infláció csökkenhet, mivel a beszállítók engednek áraikból annak érdekében, hogy több terméket értékesíthessenek, megfelelő szinten tartva a kapacitásuk kihasználtságát.

## Erőforrás-felhasználás
A potenciális kibocsátást szokás nevezni természetes bruttó hazai terméknek is. A természetes bruttó hazai terméknek megfelelő kibocsátással rendelkező gazdaságban a munkanélküliségi ráta definíciószerűen a gazdaság természetes munkanélküli rátája.  
A potenciális kibocsátás és a tényleges kibocsátás közötti különbséget kibocsátási résnek vagy GDP-résnek nevezzük.
A potenciális kibocsátást Okun törvényével kapcsolatban is tanulmányozták. Ez esetben a kibocsátás százalékos változása kapcsolatba hozható a kibocsátási rés időbeli integráltjával.

## Mérése
Eredetileg termelési függvények által kívánták becsülni, majd Hodrick–Prescott-szűrő vált dominánssá, legújabban pedig ehhez a Kálmán-szűrő használatos.

## Fordítás
Ez a szócikk részben vagy egészben  a   Potential output című angol Wikipédia-szócikk ezen változatának fordításán alapul.  Az eredeti cikk szerkesztőit annak laptörténete sorolja fel. Ez a jelzés csupán a megfogalmazás eredetét és a szerzői jogokat jelzi, nem szolgál a cikkben szereplő információk forrásmegjelöléseként.